# Minor (Gracie Abrams)
Minor è il primo EP della cantautrice statunitense Gracie Abrams,  pubblicato il 14 luglio 2020 dalla Interscope Records.

## Tracce
1. Friend – 2:56 (Gracie Abrams, Blake Slatkin, James Harmon Stack)
2. 21 – 3:05 (Gracie Abrams, Sarah Aarons, Joel Little)
3. Under / Over – 2:21 (Gracie Abrams, Blake Slatkin, Caroline Pennell, Henry Kwapis, Jack Karaszewski)
4. tehe – 2:42 (Gracie Abrams, Blake Slatkin, Eli Teplin, James Harmon Stack)
5. I miss you, I’m sorry – 2:47 (Gracie Abrams, Sarah Aarons)
6. Long Sleeves – 3:38 (Gracie Abrams, Blake Slatkin)
7. minor – 2:40 (Gracie Abrams, Blake Slatkin, Benjamin Levin)